# Grillenberg (Sangerhausen)
Grillenberg ist ein Stadtteil von Sangerhausen im Land Sachsen-Anhalt.

## Lage
Der Ort liegt rund neun Kilometer nördlich der Kreisstadt am Rand des Harzes. Seit dem 27. November 2006 trägt Grillenberg den Titel „Staatlich anerkannter Erholungsort“. Nördlich von Grillenberg liegt der Schloßteich.

## Geschichte

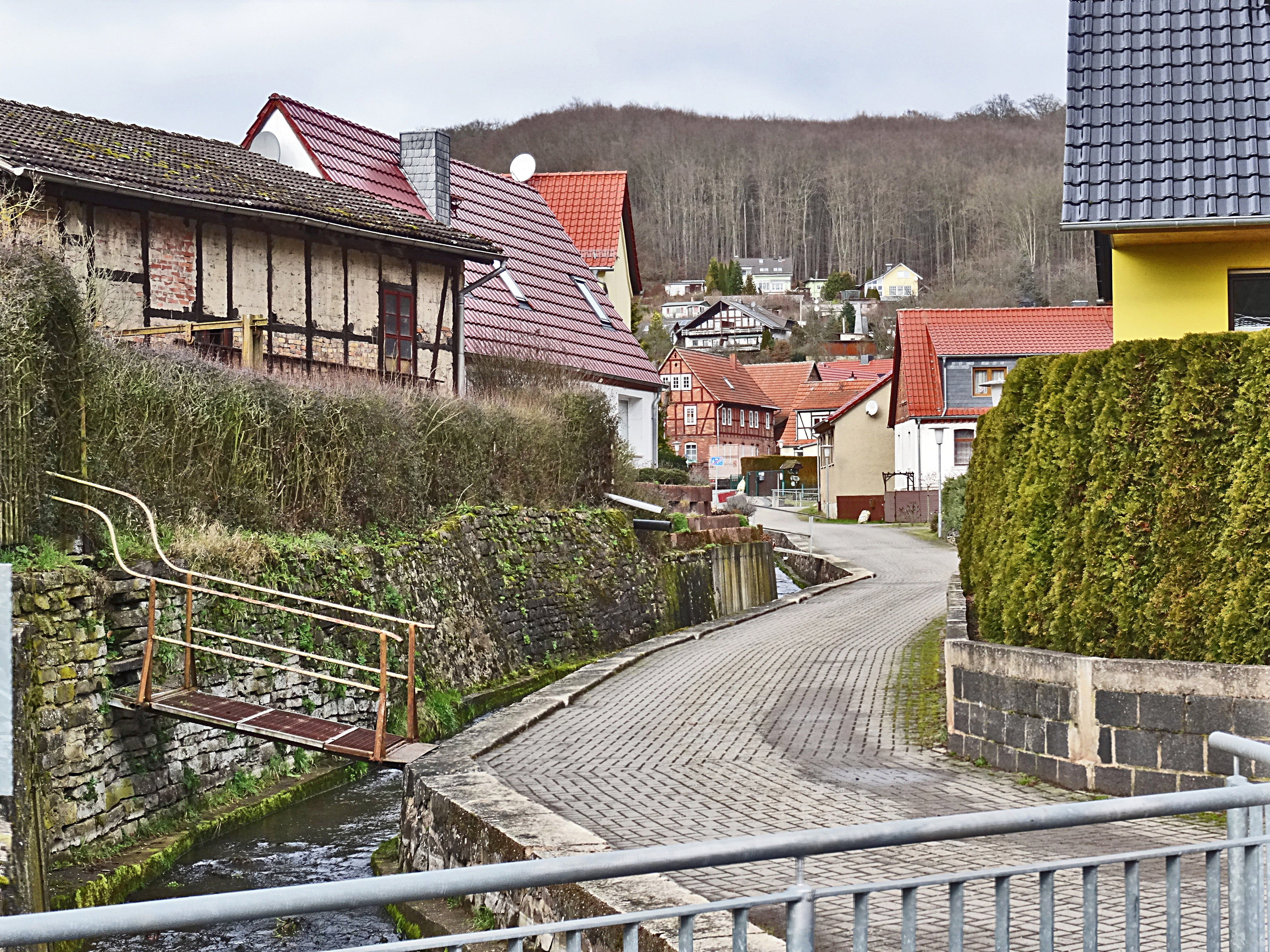
Dorfansicht mit Gonna-Bach

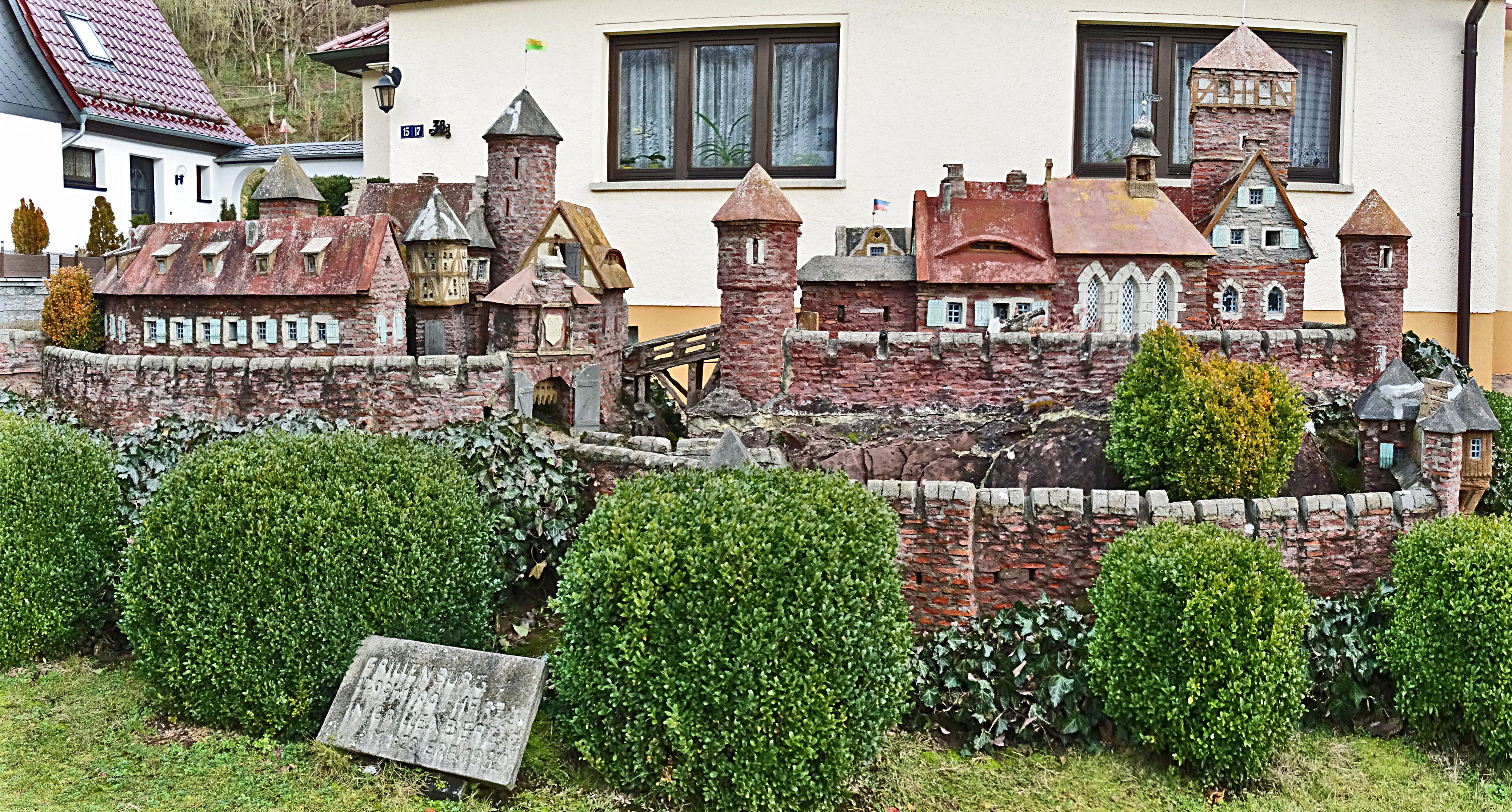
Nachbildung der Grillenburg

In einem zwischen 881 und 899 entstandenen Verzeichnis der Zehnten des Klosters Hersfeld wurde Grillenberg vermutlich als zehntpflichtiger Ort Coriledorpf erstmals erwähnt. 1147 erschien das „Burgamt Grillenberg“ als Teil der alten Herrschaft Sangerhausen. Das Amt wurde abgetrennt und dem Thüringischen Grafen Lambertius (von Gleichen) gegeben, der sich comes de Monte nannte. Am Burgamt wechselten die Besitzer und deren Verwalter. In einer Fehde wurde 1361 die Burg mit Amt und Ort vom Mansfelder Grafen eingenommen. 1362 musste dieser alles wieder hergeben. Den Bauern des Dorfes wurden, da sie bei der Belagerung der Burg viel Schaden erlitten hatten, für drei Jahre alle Abgaben und Dienste erlassen.
1430 werden 22 verlassene Ortschaften, die zum Burgamt gehörten, erwähnt. 1525 kam das Burgamt wieder zu Sangerhausen. Der letzte Bewohner der Burg war 1683 der „Königliche Forst- und Zeugknecht“ Hans Lehmann.
Die Dorfkirche, die seit dem 13. Jahrhundert besteht, ist dem Heiligen Nikolaus geweiht.
Bergbaulich wurde hier nach Kupfer, Silber und Steinkohle gesucht.
Am 1. Oktober 1972 wurde der Ort nach Obersdorf eingemeindet. Am 21. März 1990 wurde er durch Ausgliederung aus Obersdorf wieder selbständig. Am 1. Oktober 2005 wurde er nach Sangerhausen eingemeindet.
- Einwohner: 330 (2008)
- Postleitzahl: 06526

## Verkehr
Der öffentliche Personennahverkehr wird durch den TaktBus des Bahn-Bus-Landesnetz Sachsen-Anhalt erbracht. Folgende Verbindung führt durch Grillenberg:
- Linie 460: Sangerhausen ↔ Grillenberg ↔ Wippra ↔ Königerode ↔ Harzgerode